# Pseudoxyomus opaculus
Pseudoxyomus opaculus är en skalbaggsart som beskrevs av Edgar von Harold 1869. Pseudoxyomus opaculus ingår i släktet Pseudoxyomus och familjen Aphodiidae. Inga underarter finns listade i Catalogue of Life.